# ТЕС Кайсума
28°20′57″ пн. ш. 46°2′55″ сх. д. / 28.34917° пн. ш. 46.04861° сх. д.
ТЕС Кайсума — теплова електростанція на півночі Саудівської Аравії.
Віддалені від основних індустріальних центрів саудійські поселення традиційно забезпечували електроенергією за рахунок теплових електростанцій на нафтопродуктах, які працювали у ізольованому від енергосистеми країни режимі. До таких, зокрема, відноситься ТЕС Кайсума, що використовує встановлені на роботу у відкритому циклі газові турбіни:
- з 1977 по 1983 роки ввели в дію чотири турбіни General Electric потужністю по 18,2 МВт;
- в 1981-му почали роботу дві турбіни Penske потужністю по 17,1 МВт;
- у 1985-му майданчик підсилили двома турбінами потужністю по 30,1 МВт.
Станом на 2014-й на ТЕС працювали шість турбін загальною потужністю 133 МВт.
Всі черги станції використовують нафтопродукти.